# Parque de La Gavia
La Gavia es un parque español de la ciudad de Madrid, en el distrito de Villa de Vallecas.
El parque se divide en dos zonas, una urbana y otra forestal, separadas por el cauce del arroyo de La Gavia. 
Linda con el futuro parque empresarial de La Atalayuela, que tiene previsto albergar una ciudad de la moda.

## Historia
El parque de La Gavia fue presentado como punto fuerte en la candidatura de Madrid a los Juegos Olímpicos de 2012, en concreto para competiciones de piragüismo en canal. Dicho parque, asentado sobre el arroyo de La Gavia, fue diseñado por el arquitecto japonés Toyō Itō, aunque las obras fueron paralizadas en 2012 por falta de financiación.
El proyecto de Toyō Itō dividía el parque en colinas, donde se situaban los llamados «árboles del agua», estructuras de hormigón que recibían el agua depurada del arroyo de La Gavia y en las que se sometía a un nuevo proceso de purificación mediante luz solar y plantas acuáticas para acabar de nuevo en el cauce del arroyo. En torno a estas estructuras se generarían zonas lúdicas, cada una con un tipo de árboles diferentes: las colinas del árbol del agua, del mirador, de los tilos, de los pinos y de las encinas, así como el valle de los cerezos. Los fangos y la materia orgánica generada por los humedales serviría como abono para la vegetación del parque, en un ciclo autosuficiente.
Durante la primera fase se construyó el primer «árbol del agua» y se plantaron ciertos árboles, que con los años se secaron. La instalación eléctrica e hidráulica se deterioró, quedando la zona en estado de abandono y utilizada en ocasiones como vertedero ilegal.
En 2016 la Asociación Vecinal PAU del Ensanche de Vallecas realizó un proceso participativo, acordado con el Ayuntamiento de Madrid, gobernado por Manuela Carmena, de Ahora Madrid, para proponer un diseño definitivo del parque, descartando así el proyecto inicial. Se valló y se inició su reforestación en 2019. El alcalde José Luis Martínez-Almeida, del Partido Popular, lo inauguró el 29 de noviembre de 2021.

## Zona urbana

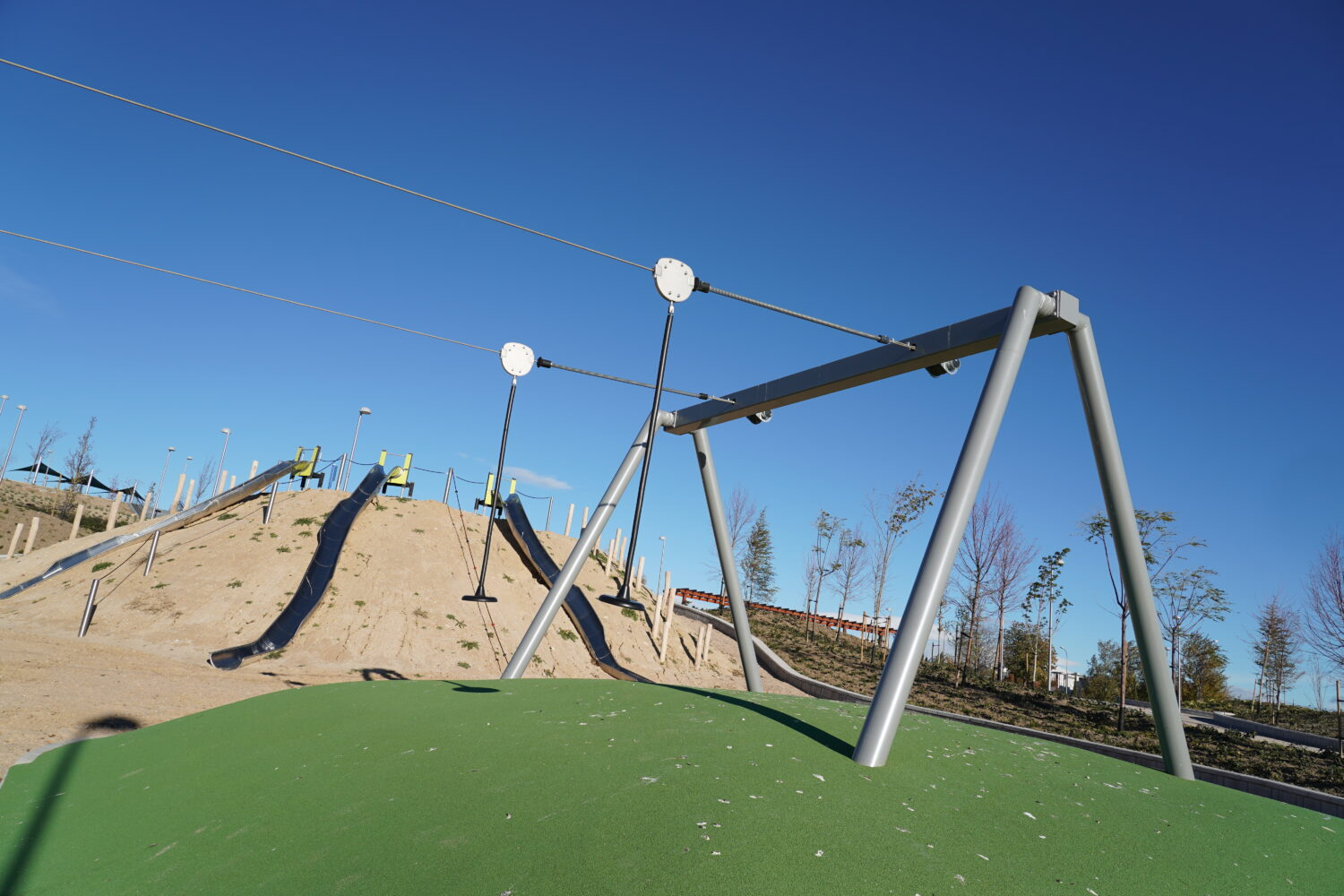
Tirolina.

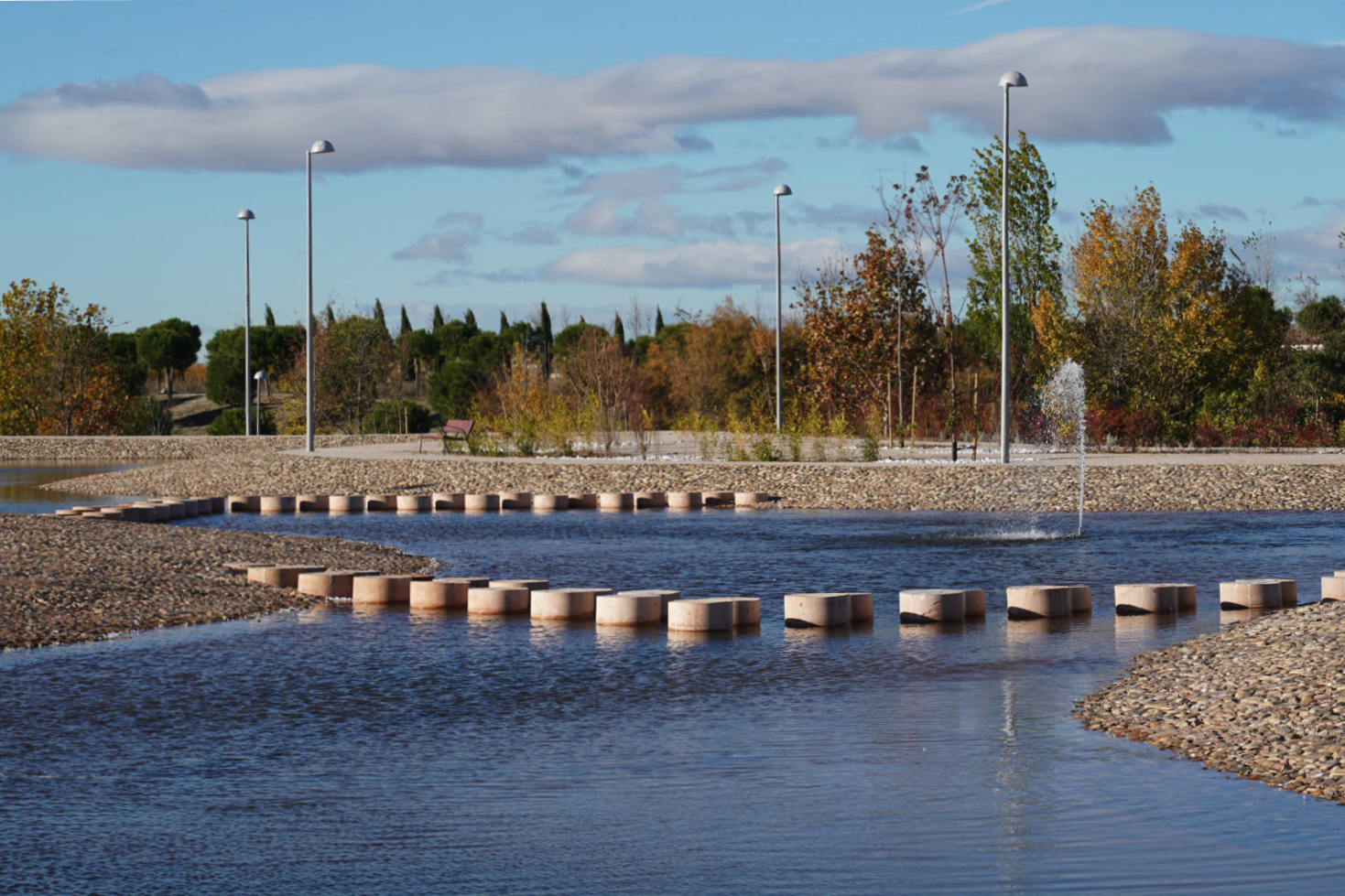
Zona del «Árbol del Agua».

La zona urbana tiene 3 partes diferenciadas dedicadas a distintos usos y actividades.

### Plaza del Agua
La «Plaza del Agua» aprovecha infraestructura hidráulica ya construida en 2007 para las pruebas de piragüismo en canal de la candidatura de Madrid a los Juegos Olímpicos. Conforma una explanada con árboles y pavimento drenante sostenible, que se puede utilizar para realizar eventos al aire libre.

### Bosque de los Sentidos
El «Bosque de los Sentidos» cuenta con áreas de juegos infantiles introduciendo novedades respecto a los parques tradicionales, pues además de columpios y toboganes, se instalan instrumentos para desarrollar el sentido del tacto de los pequeños y sus experiencias musicales y sensoriales en general, además de zonas de juego en las que se fomente la inclusividad de niños y niñas con diferentes capacidades físicas e intelectuales.

### Árbol del Agua
La zona llamada «Árbol del Agua» cuenta con zonas de pícnic, ajedrez y ejercicios para mayores, junto a un lago y jardín japonés.

## Zona forestal
La zona forestal la conforman la parte del parque situada al este del arroyo de la Gavia y la zona conocida como La Atalayuela, desde donde se divisa todo el parque. La zona este cuenta con cinco colinas, la colina del mirador estelar, para observar el cielo, la colina del viento, para volar comentas, la colina merendero, con mesas para picnics, la colina sobre ruedas, para la práctica de deportes con skates o bicicletas, y la colina del reciclaje, con elementos reciclados como ruedas de vehículos. Todo ello se completa con un rocódromo, una zona canina y pistas deportivas. En la primera fase de la obra se plantaron 441 árboles y 1000 arbustos. En la segunda se plantaron 2631 árboles más y 6 hectáreas de arbustos, así como 7500 metros cuadrados de césped.